# Пласід де Сент-Елен
 Пласід де Сент-Елен  (фр. Placide de Sainte-Hélène; (*1648—†1734) — французький картограф та географ королів Людовика XIV і XV.